# Leonid Massunow
Leonid Iwanowytsch Massunow (ukrainisch Леонід Іванович Масунов, englisch Leonid Masunov; * 5. Mai 1962 in Omsk, RSFSR, Sowjetunion) ist ein ehemaliger ukrainischer Mittelstreckenläufer, der für die Sowjetunion an den Start ging. Aktuell ist er Inhaber des ukrainischen Landesrekordes über 800 Meter und gewann über diese Distanz 1985 die Bronzemedaille bei Halleneuropameisterschaften in Piräus.

## Sportliche Laufbahn
Erste internationale Erfahrungen sammelte Leonid Massunow vermutlich im Jahr 1985, als er bei den Halleneuropameisterschaften in Piräus in 1:49,59 min die Bronzemedaille im 800-Meter-Lauf hinter dem Briten Rob Harrison und Petru Drăgoescu aus Rumänien gewann und über 1500 Meter im Vorlauf nicht ins Ziel kam. Im Jahr darauf gelangte er bei den Goodwill Games in Moskau mit 1:48,15 min auf den elften Platz über 800 Meter und 1987 schied er bei den Weltmeisterschaften in Rom mit 3:38,24 min im Halbfinale im 1500-Meter-Lauf aus. Im Jahr darauf beendete er dann seine aktive sportliche Karriere im Alter von 26 Jahren.
1987 wurde Massunow sowjetischer Meister im 1500-Meter-Lauf.

## Persönliche Bestzeiten
- 800 Meter: 1:45,08 min, 22. Juni 1984 in Kiew (ukrainischer Rekord)
  - 800 Meter (Halle): 1:47,52 min, 2. März 1985 in Piräus
- 1500 Meter: 3:38,11 min, 26. Mai 1984 in Piräus